# Олександрівка (Пирятинська міська громада)
Олекса́ндрівка — село в Україні, у Пирятинській міській громаді Лубенського району Полтавської області. До 2020 року входило до складу Пирятинського району. Населення становить 503 осіб. Орган місцевого самоврядування до 2016 року — Олександрівська сільська рада.

## Географія
Село Олександрівка знаходиться на відстані 2,5 км від сіл Могилівщина та Рівне. Поруч проходить автомобільна дорога М03.

## Історія
Біля села на прав. бер. р. Сліпорід, на високому останці, виявлене стародавнє городище (100х60, площею близько 0.5 га). Поселення досліджено Ф. Б. Копиловим. Культ. шар містить нашарування епохи бронзи та маловиразні матеріали давньоруського (XII—XIII ст.) часу. З півн. боку городища зберігся вал (довжина — 50 м, вис. — до 1м) і рів (шир. — 20 м, глиб. — 6м). За валом синхронне селище.
До 1917 року село називалося Богданівка.
Село постраждало внаслідок геноциду українського народу, проведеного урядом СССР 1932—1933 та 1946—1947.
12 червня 2020 року, відповідно до розпорядження Кабінету Міністрів України № 721-р «Про визначення адміністративних центрів та затвердження територій територіальних громад Полтавської області», село увійшло до складу Пирятинської міської громади.
19 липня 2020 року, в результаті адміністративно - територіальної реформи та ліквідації Питятинського району, село увійшло до складу новоутвореного Лубенського району.

## Населення
Згідно з переписом УРСР 1989 року чисельність наявного населення села становила 426 осіб, з яких 187 чоловіків та 239 жінок.
За переписом населення України 2001 року в селі мешкали 504 особи.

### Мова
Розподіл населення за рідною мовою за даними перепису 2001 року:
| Мова       | Відсоток |
| ---------- | -------- |
| українська | 93,44 %  |
| російська  | 4,77 %   |
| молдовська | 1,19 %   |
| білоруська | 0,40 %   |
| інші       | 0,20 %   |

## Об'єкти соціальної сфери
- Школа.

## Пам'ятки
У зводі пам'яток Пирятинського району записані наступі об'єкти:
- Олександрівський дуб — ботанічна пам'ятка природи місцевого значення (природа), один з об'єктів природно-заповідного фонду Полтавської області
- Курганний могильник (археол.)
- Братська могила радянських воїнів (1941,1943), військовополонених, жертв фашизму, пам'ятний знак полеглим землякам (1957) (іст.)
- Пам'ятна дошка на честь Клименка Василя Юхимовича та Харченка Петра Павловича (2008) (іст.)
- Пам'ятник Ульянову (Леніну) Володимиру Іллічу (1967) (іст.) — демонтований.

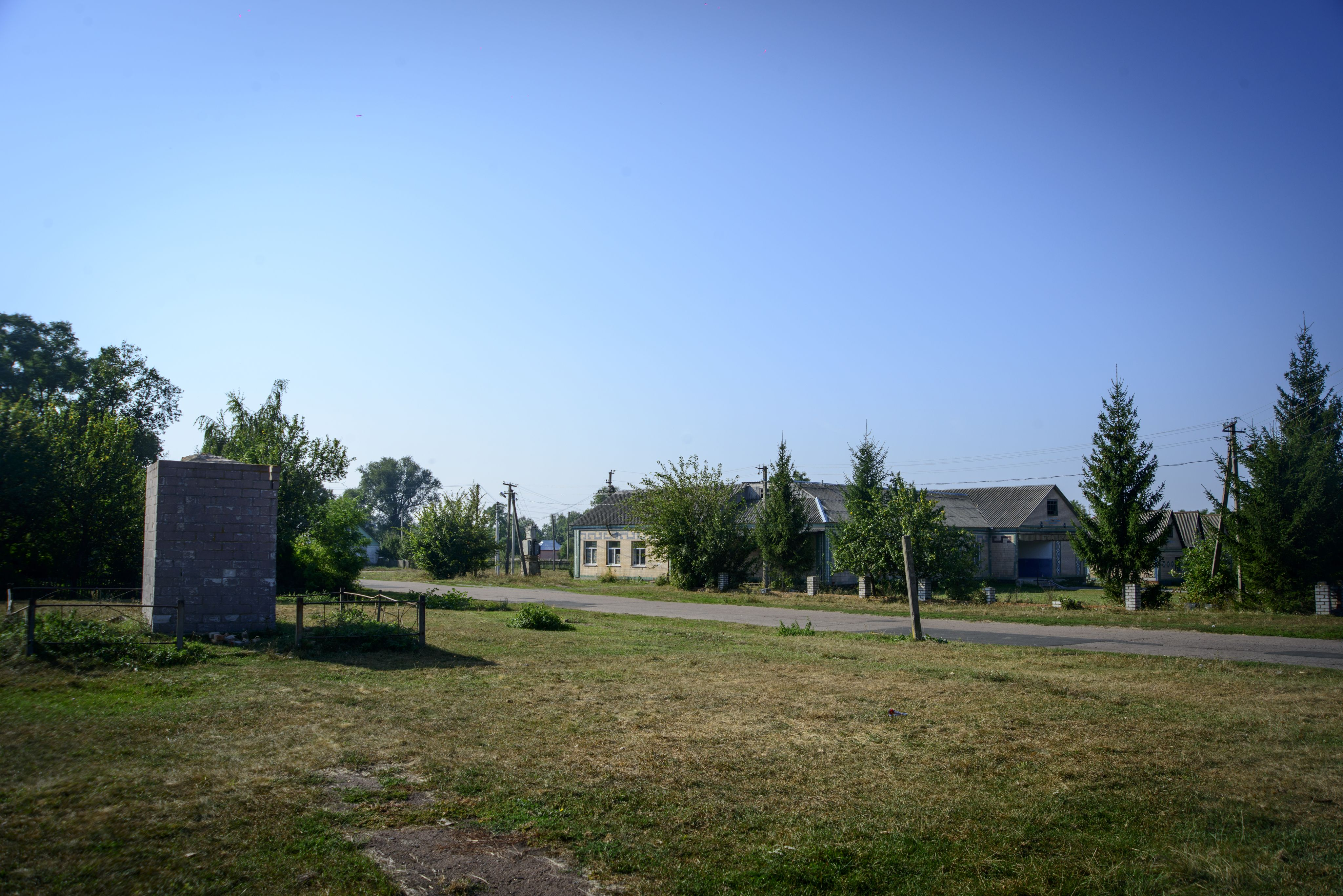
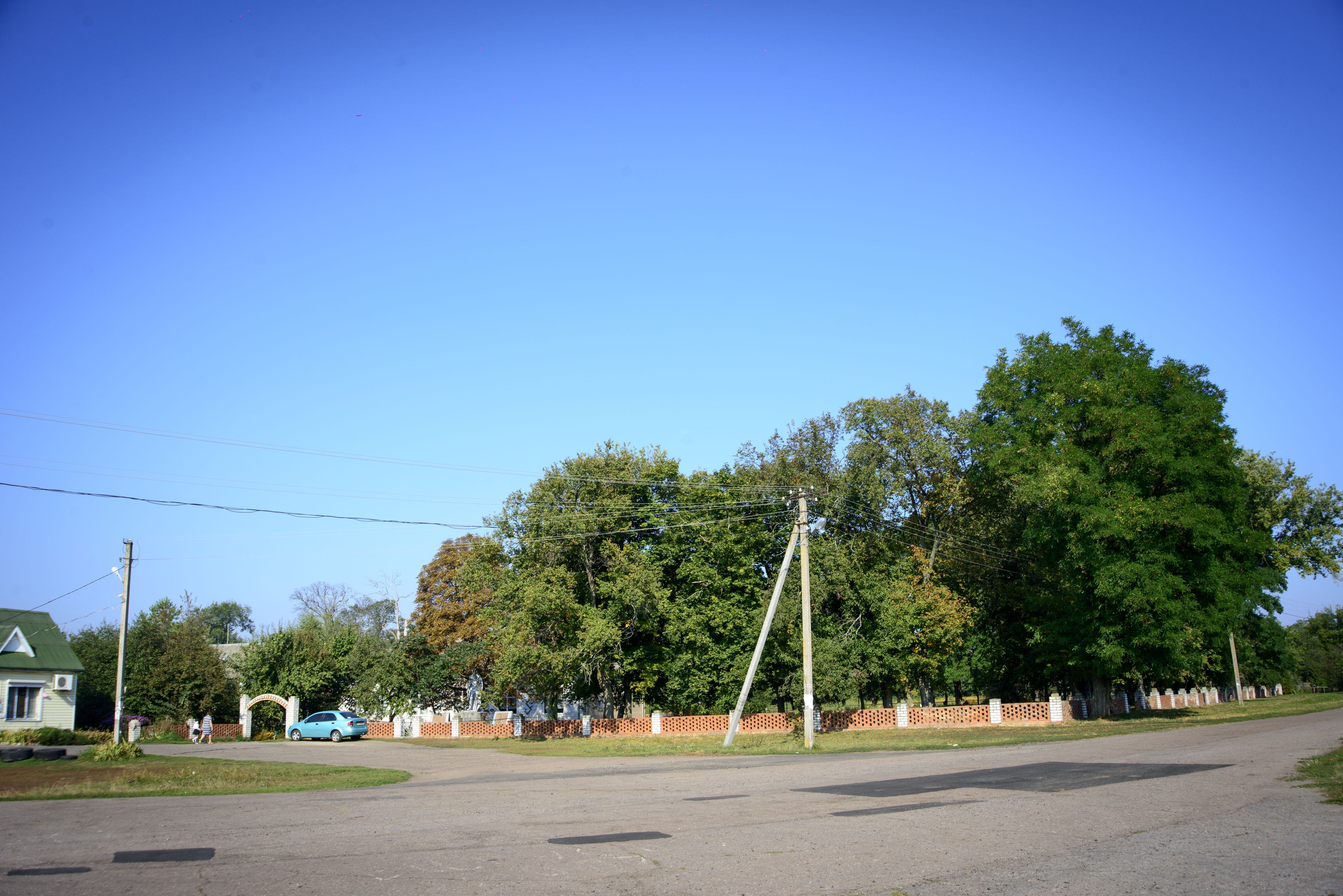
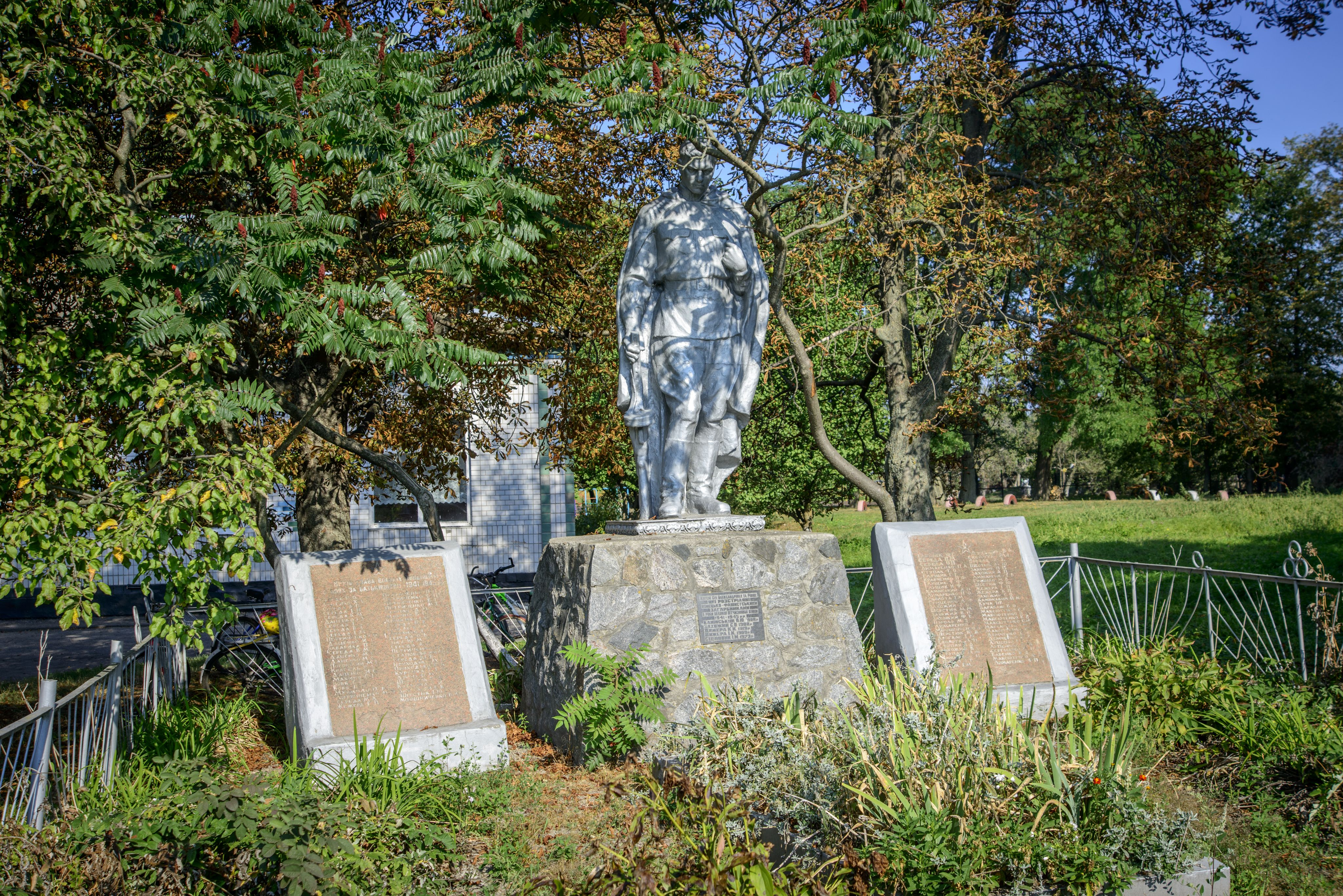
Братська могила радянських воїнів, жертв фашизму, пам’ятний знак полеглим воїнам-землякам
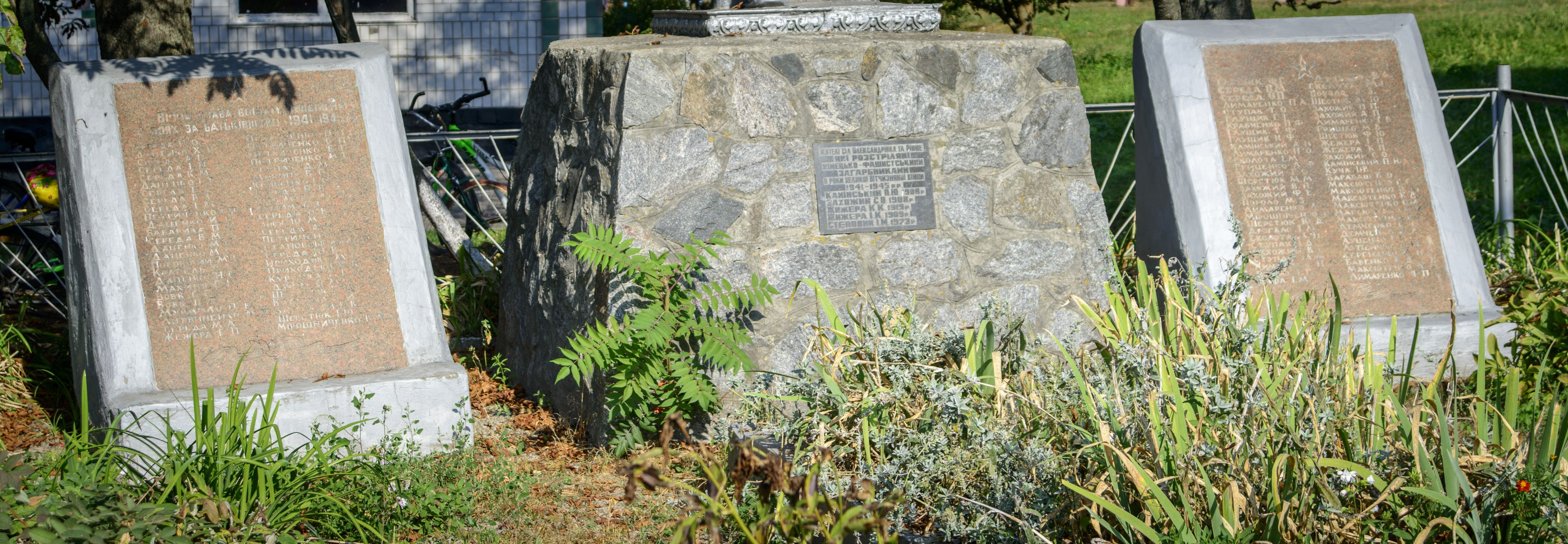
Братська могила радянських воїнів, жертв фашизму, пам’ятний знак полеглим воїнам-землякам
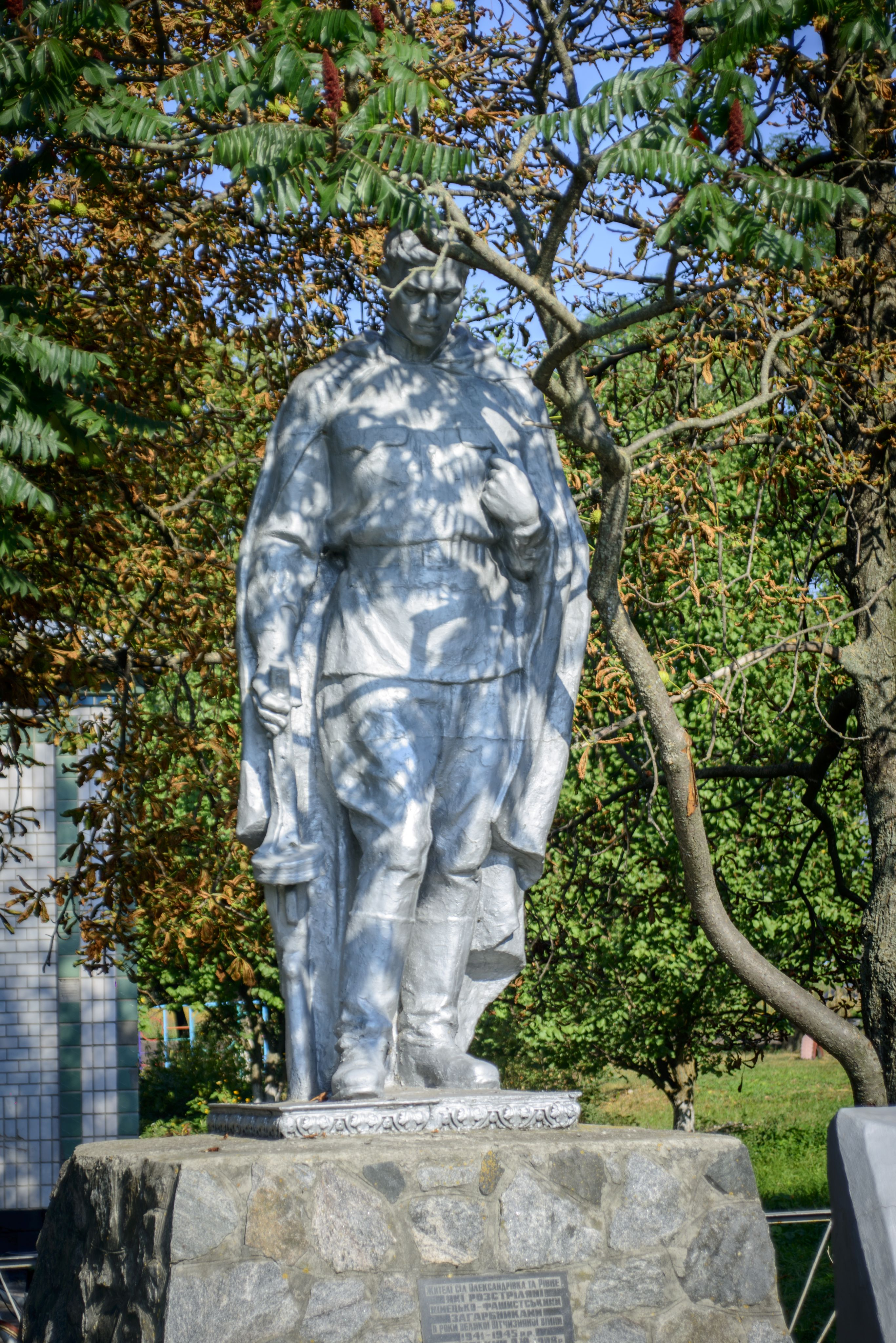
Братська могила радянських воїнів, жертв фашизму, пам’ятний знак полеглим воїнам-землякам
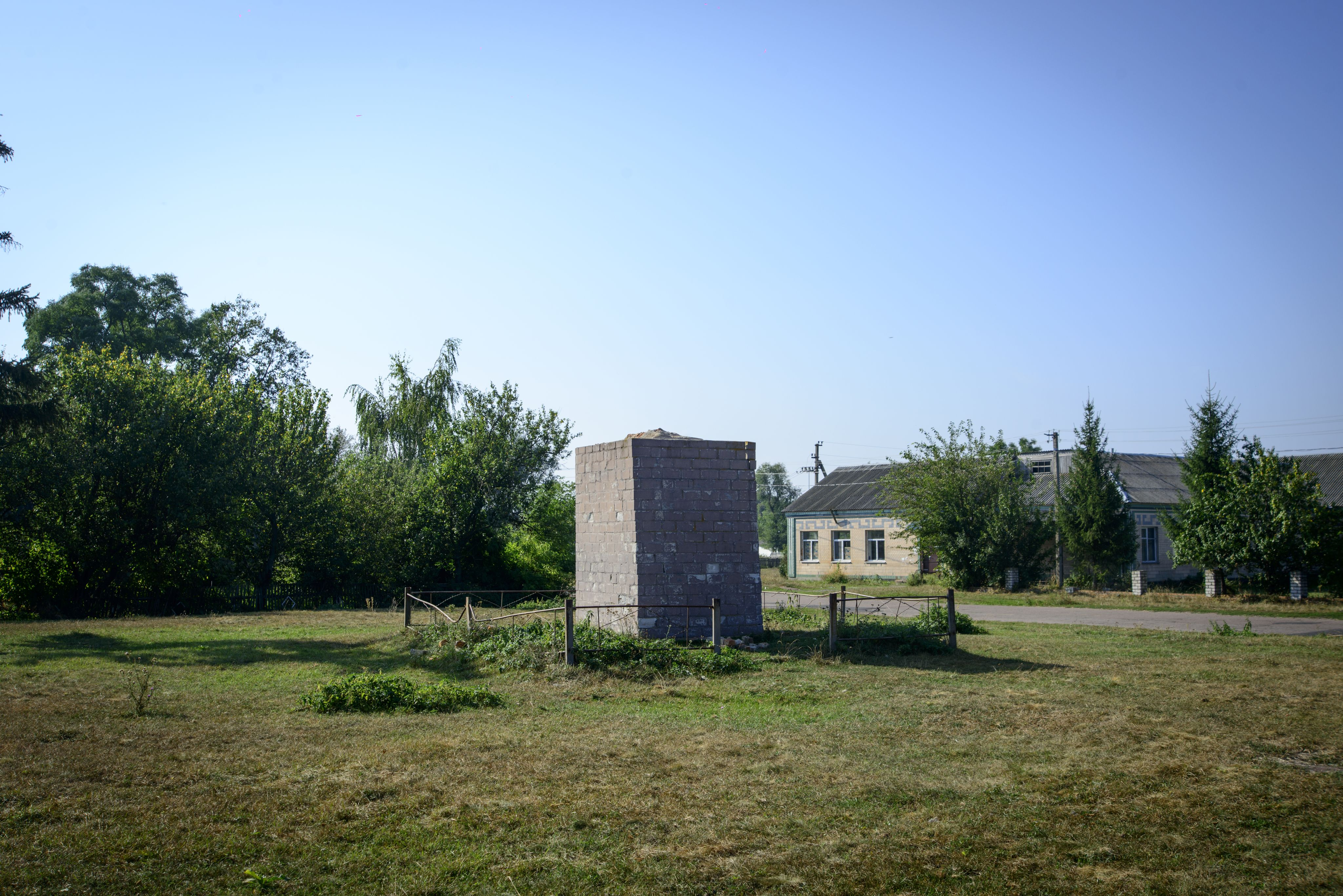
Пам'ятник В. І. Леніну після декомунізації
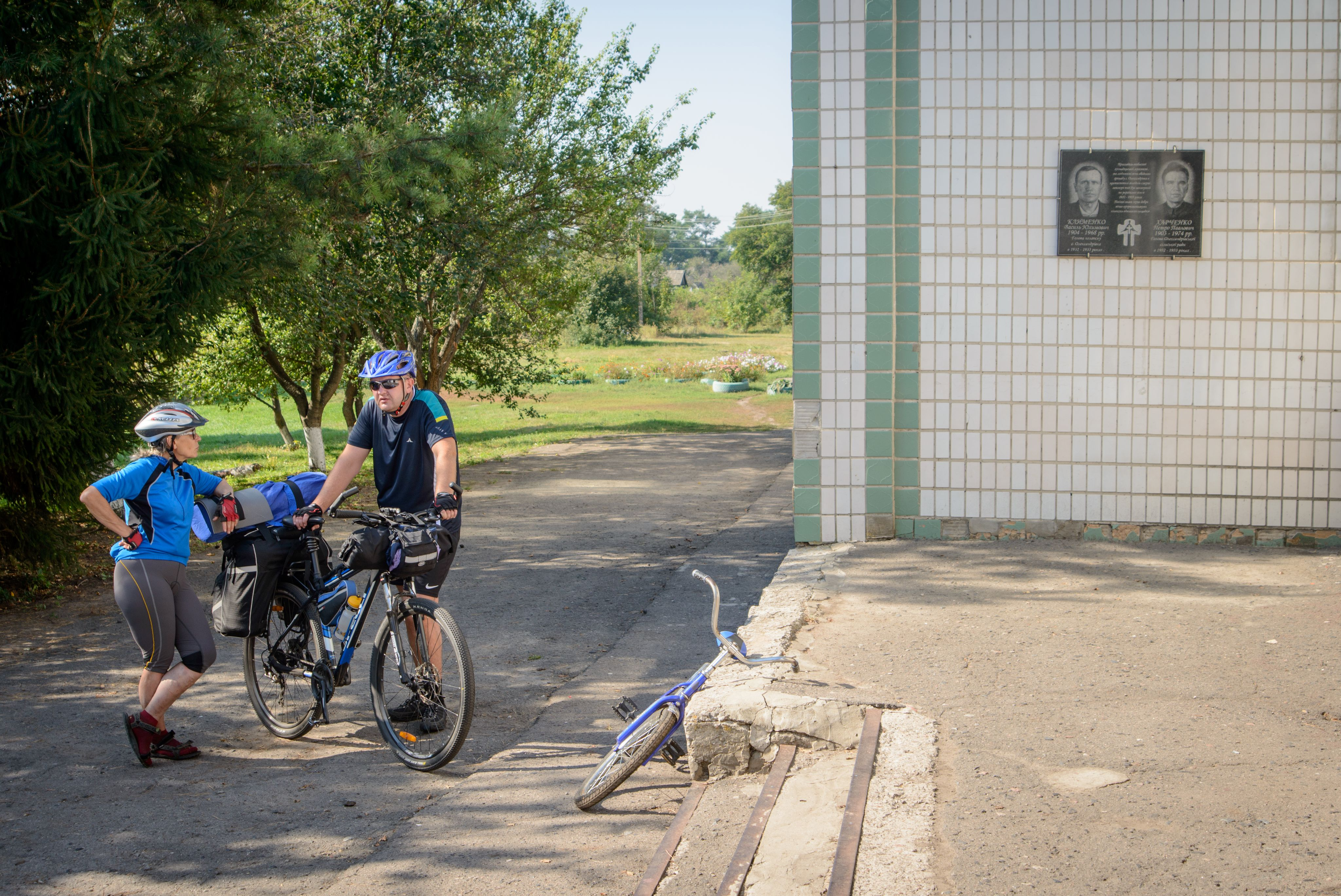
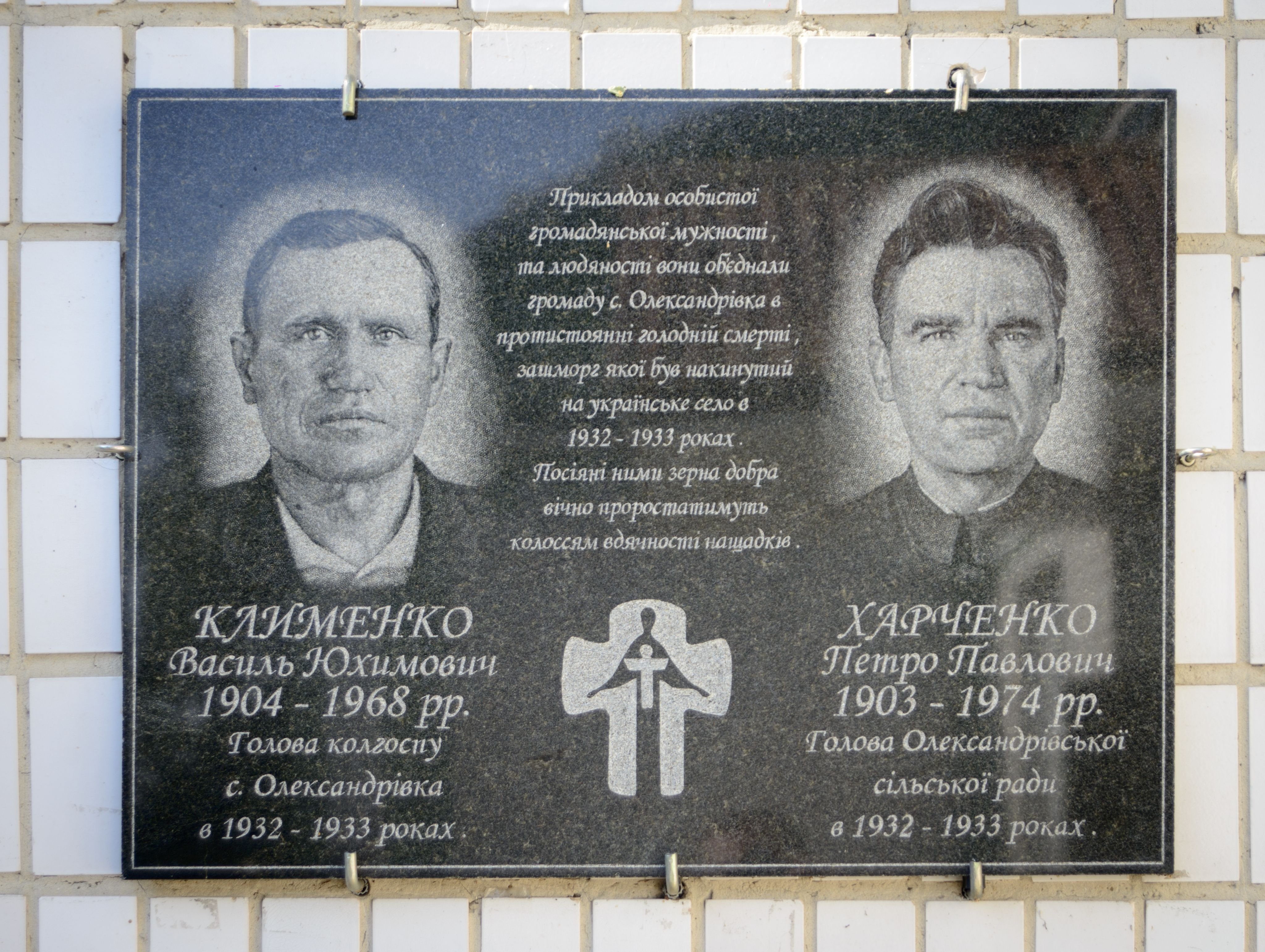
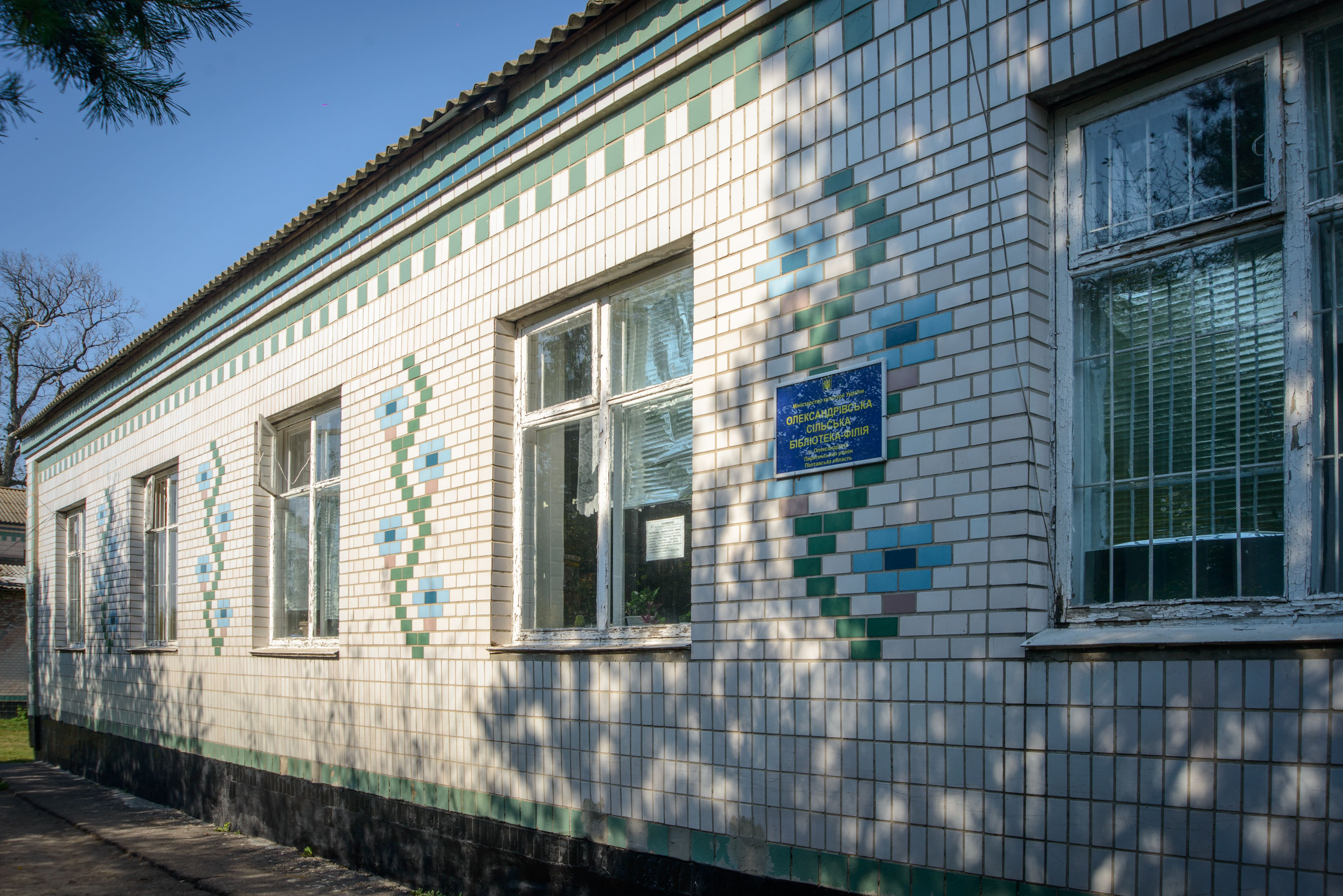
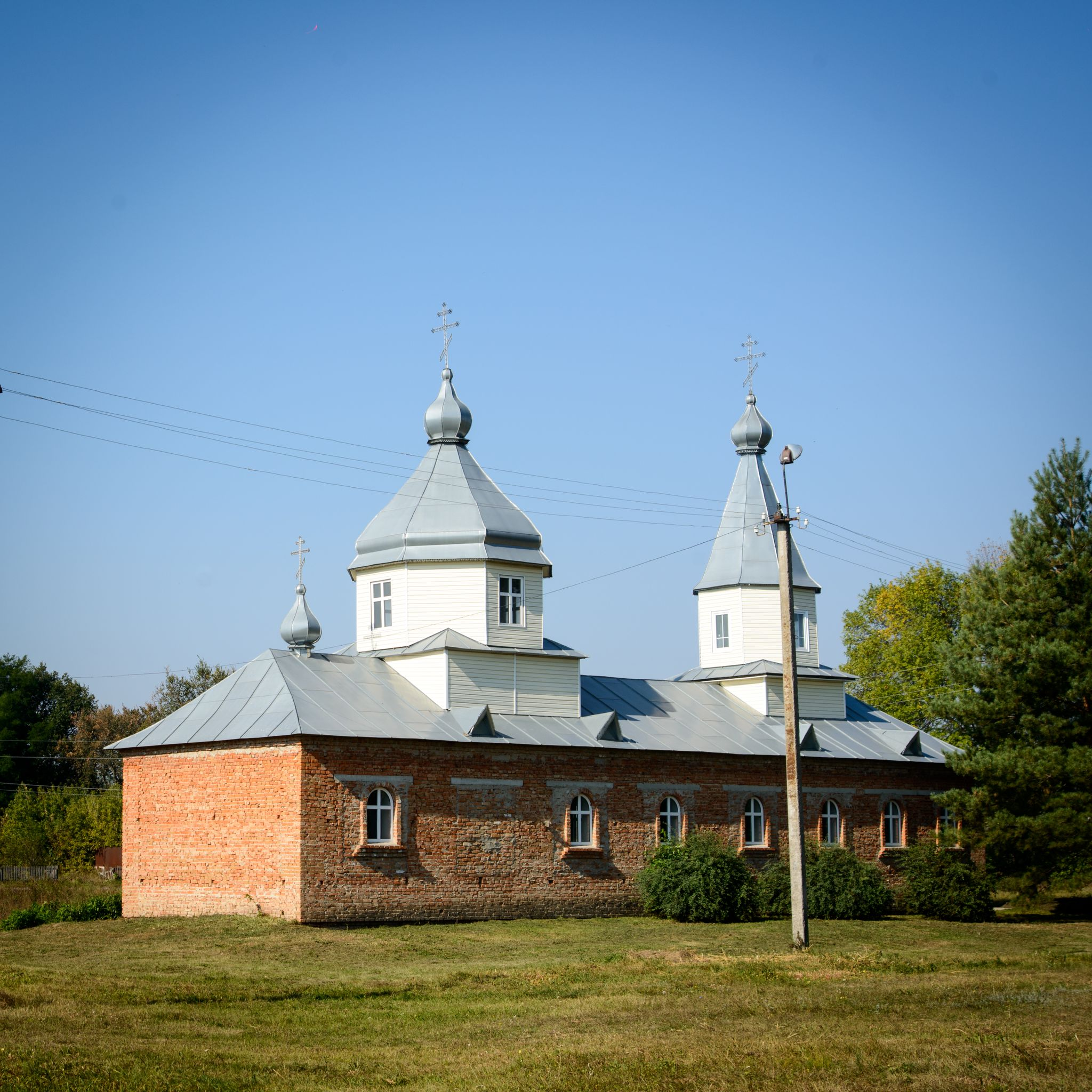
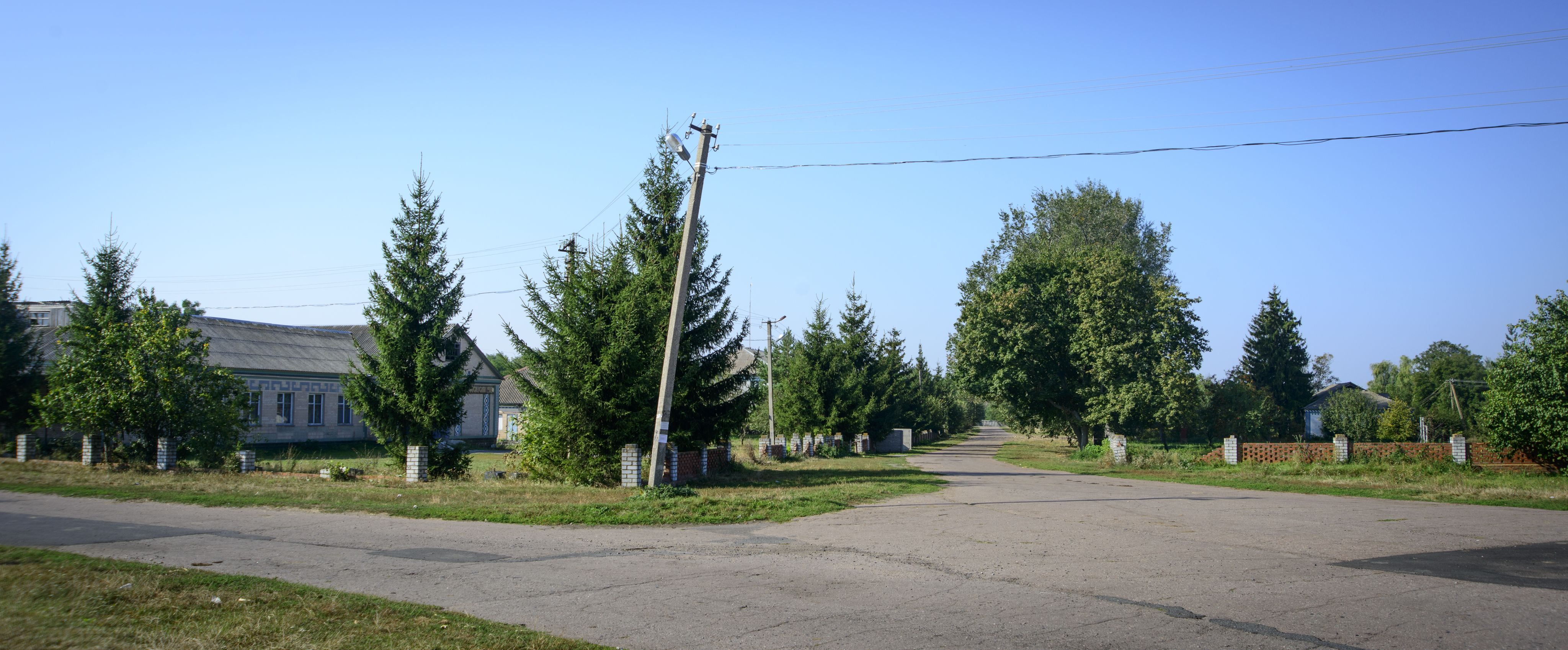
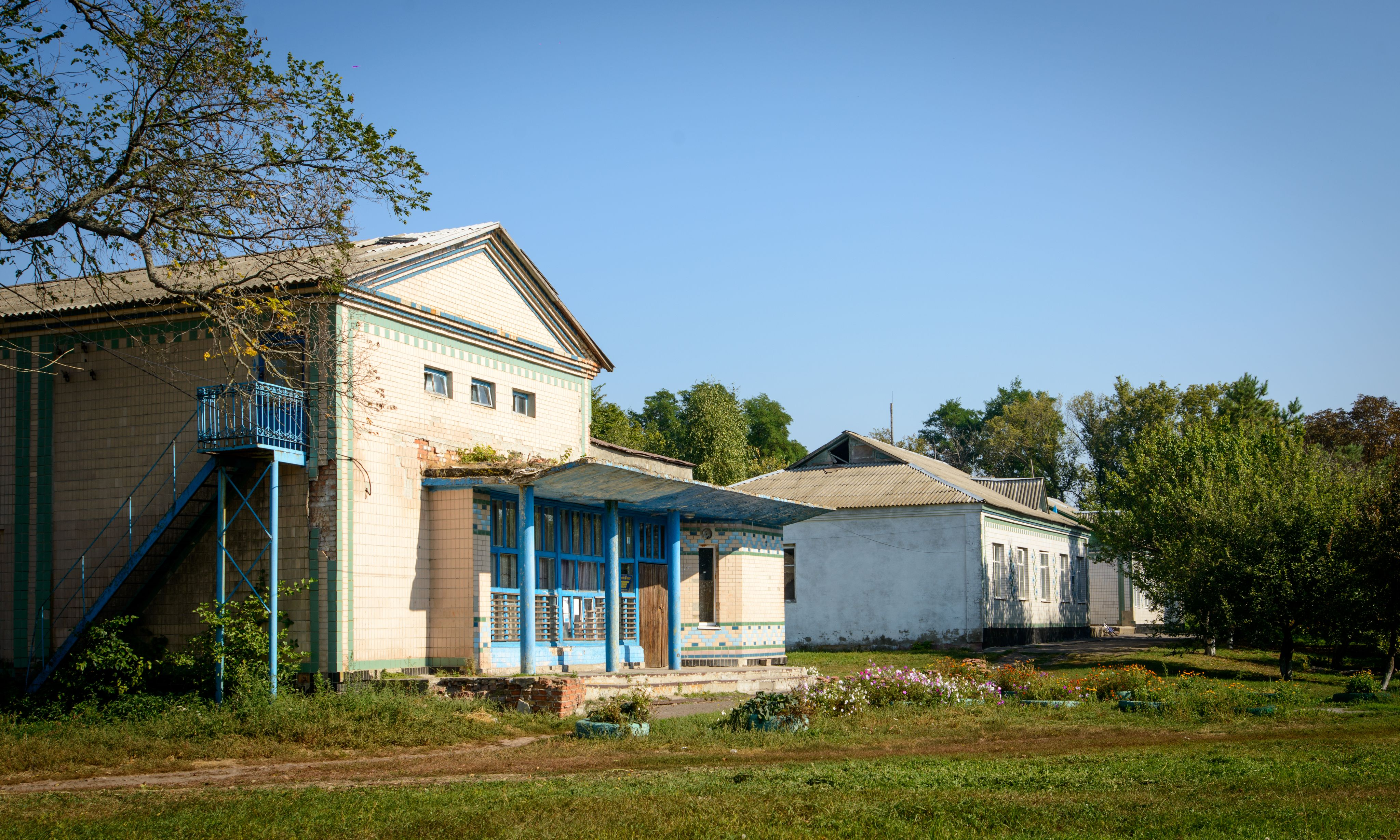
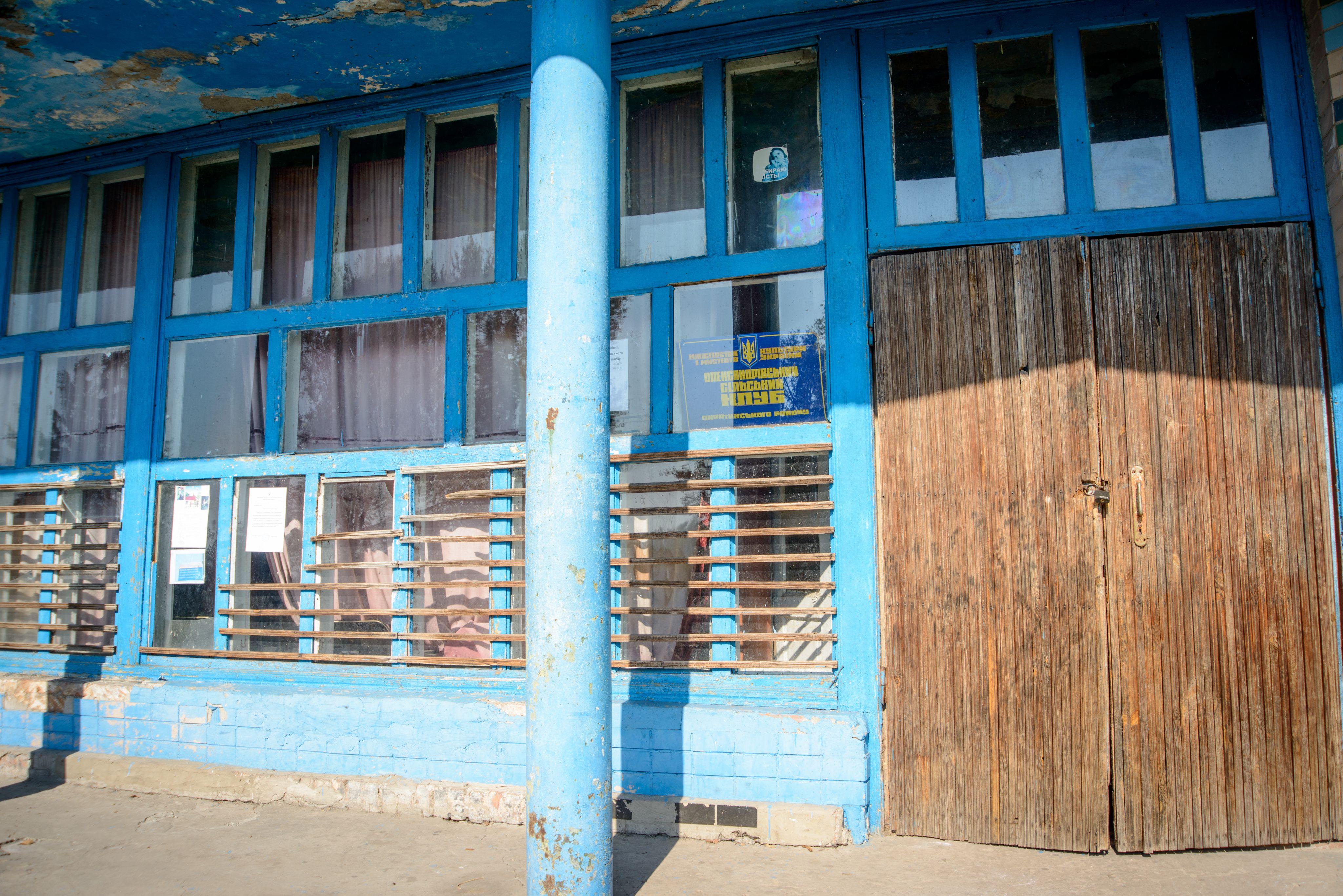
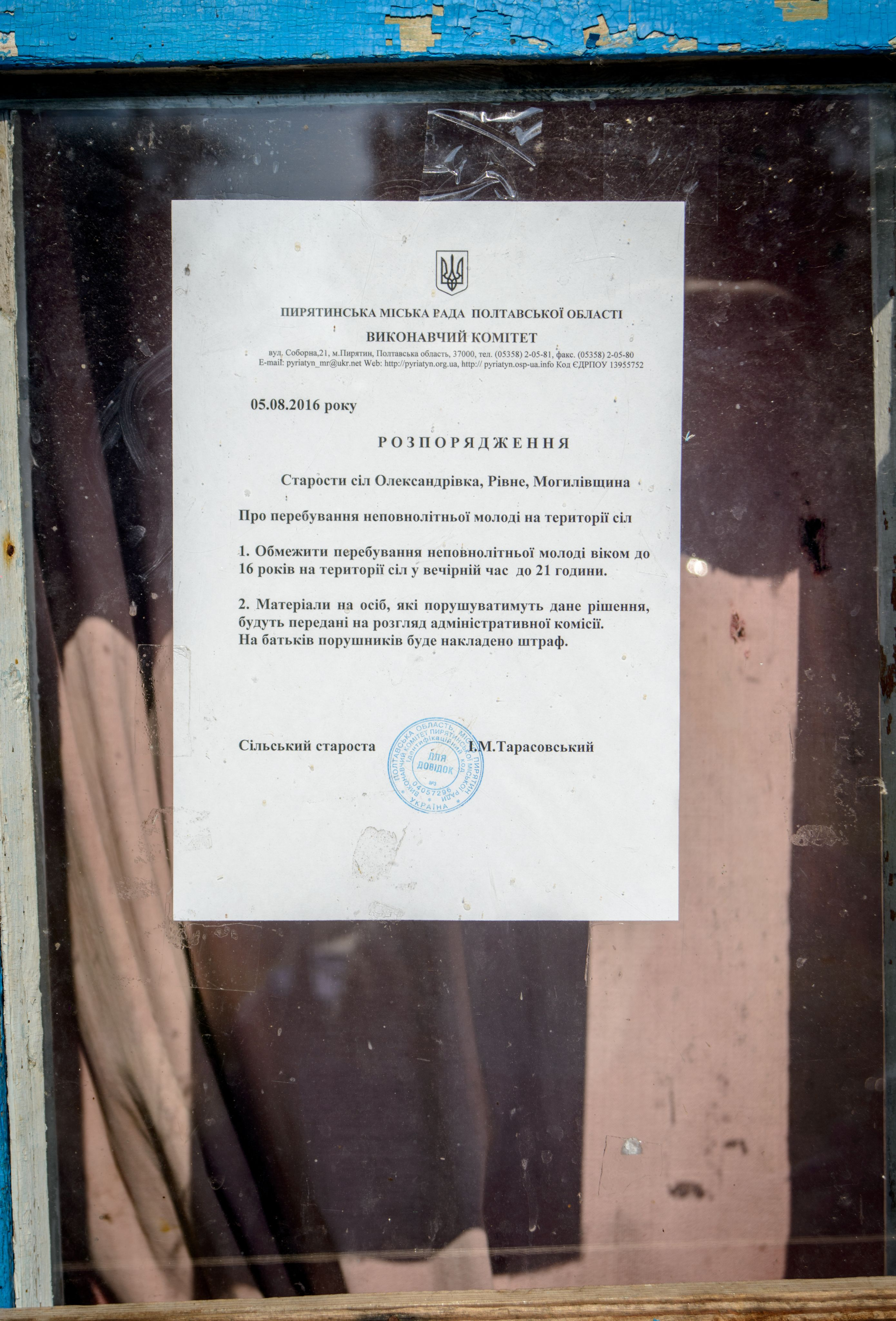
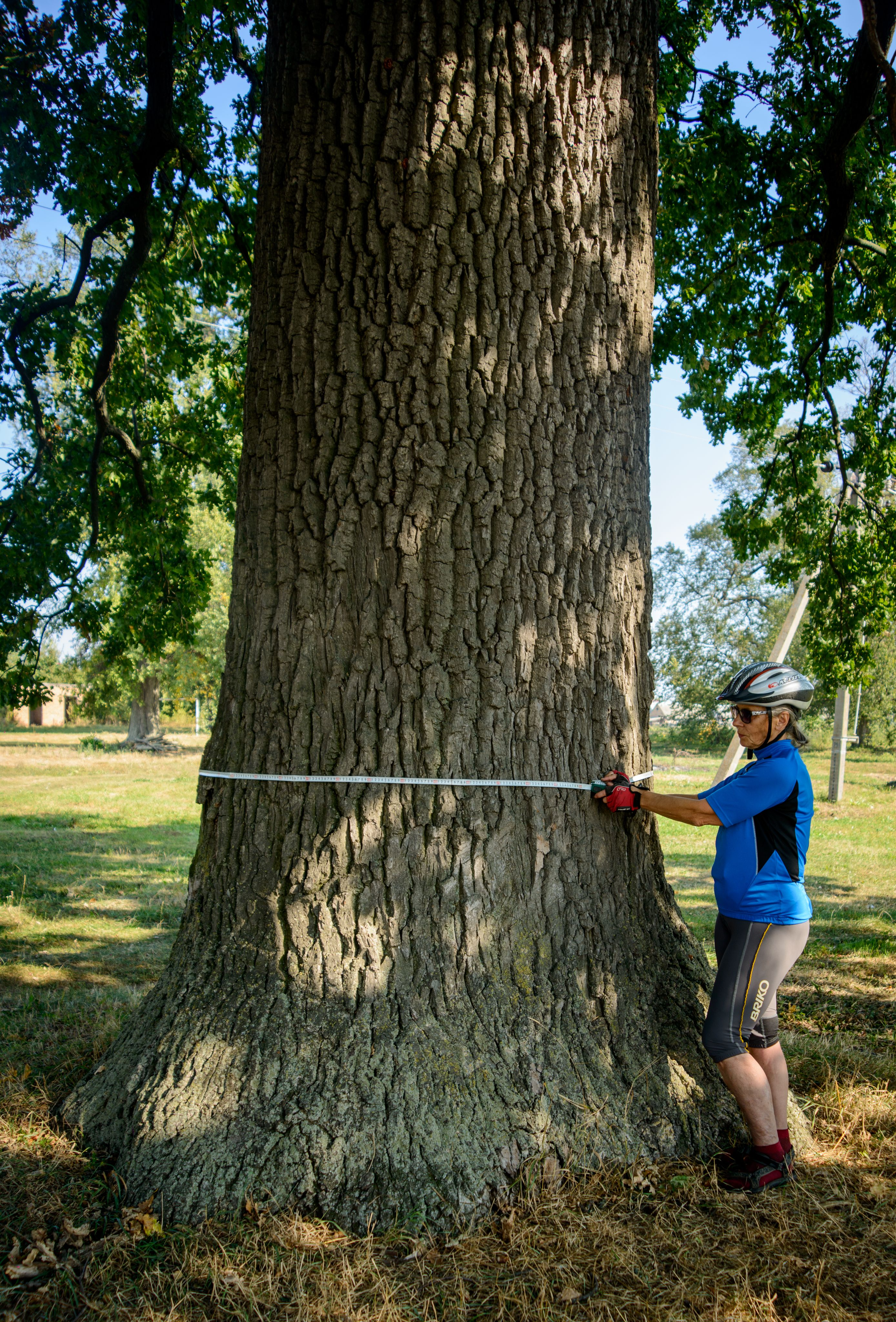
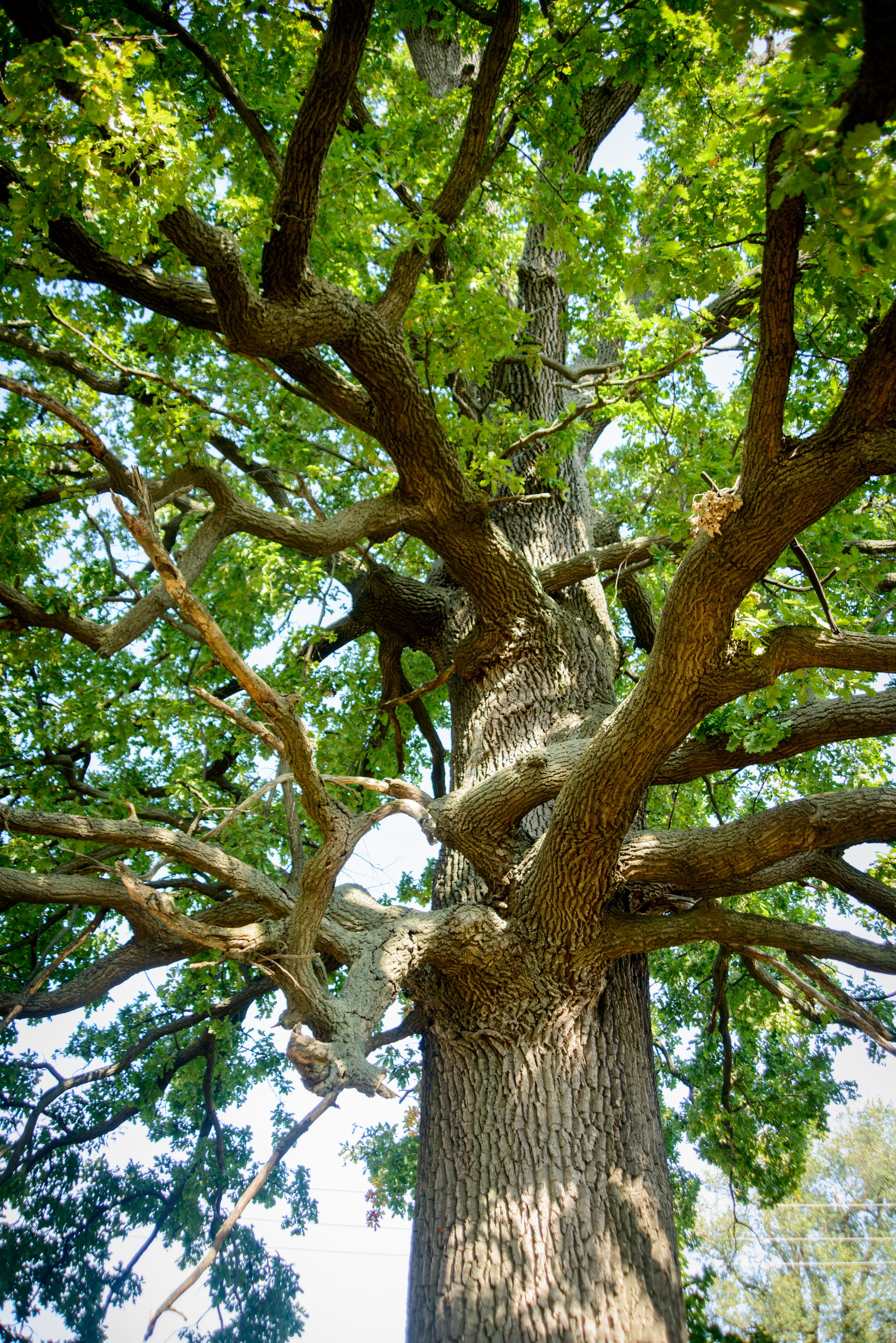
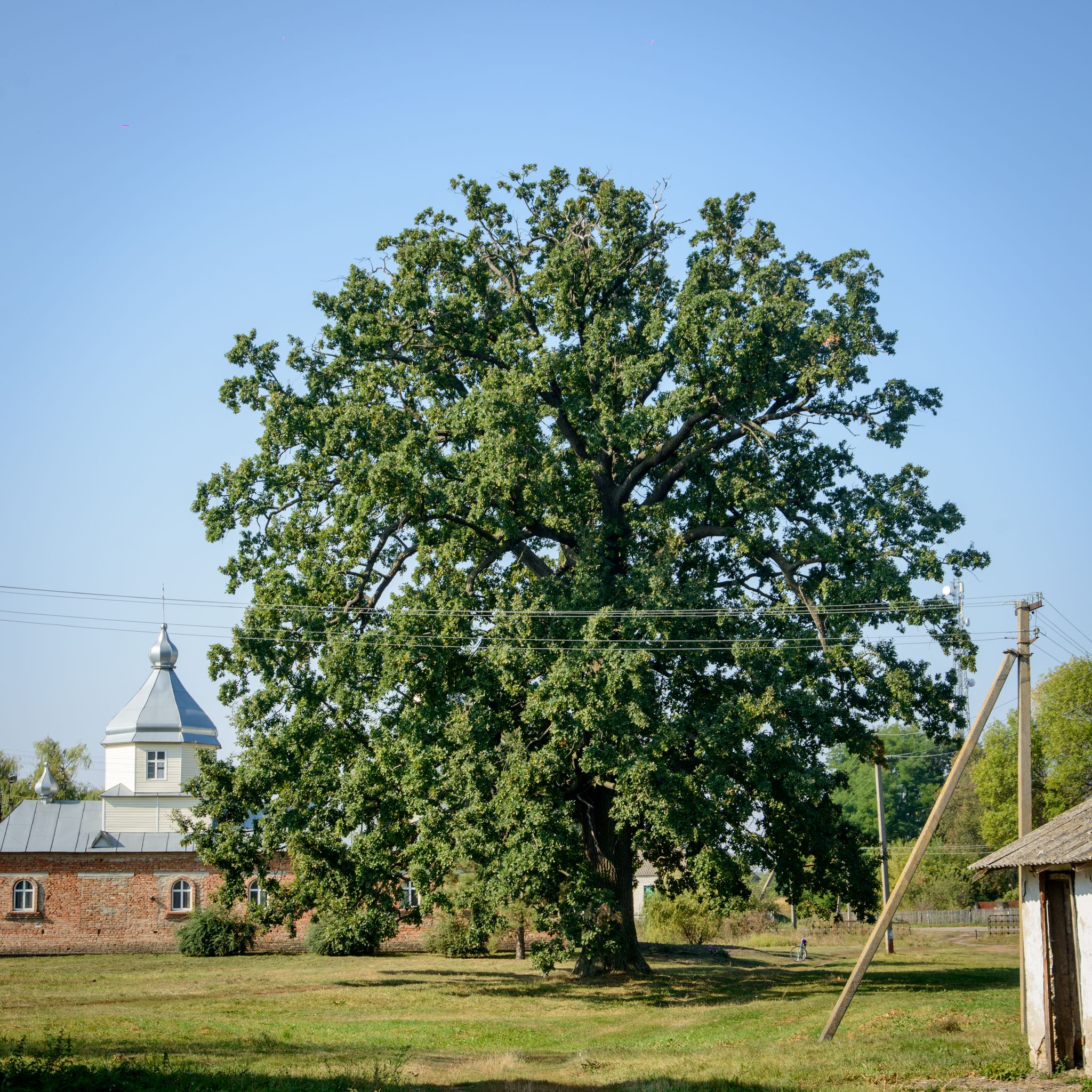

## Також
- Перелік населених пунктів, що постраждали від Голодомору 1932—1933 (Полтавська область)